# Ivano Codina
Ivano Codina (Milano, 26 agosto 1968) è un fumettista e illustratore italiano.

## Biografia
Dotato di naturale predisposizione verso il disegno artistico e tecnico, nel 1984 inizia a frequentare la Scuola del Fumetto di Milano.
Nel campo del fumetto esordisce con una tavola pubblicitaria realizzata per l'Officina Reclame di Lello Castellaneta che sarà pubblicata in diverse uscite sul settimanale Topolino, della quale in seguito verrà realizzato anche un piccolo cortometraggio d'animazione.
Nel 1992 lavora per la casa editrice “Edizioni Eden” pubblicando un fumetto nel n.8 di "Profondo Rosso" dal titolo "La casa dei tre salici".
Nello stesso periodo realizza, per la società di software e videogame SC "Idea", la grafica del videogioco ufficiale di Sturmtruppen (basato sui personaggi creati da Bonvi), per le piattaforme Commodore 64 e Amiga 500.
Tra il 1992 ed il 1993 lavora per il settimanale Tiramolla, presso La Vallardi per Ragazzi, sul quale pubblica diverse storie.
Alla chiusura della testata riprende col genere realistico, con altre case editrici come Fenix e Comic Art.
Dopo una lunga pausa dovuta ad esigenze personali, riprende nel 2014 l’attività artistica.
Nel 2014, partecipa alla prima edizione del concorso Internazionale di comics "Il Cavallino", dove si piazza al secondo posto, giudicato dal presidente della giuria Lele Vianello.
Nel 2015 partecipa alla seconda Edizione del Concorso Internazionale di Comics “Il Cavallino”, piazzandosi al primo posto. Presidente della giuria e valutatore, Stefano Babini. 
Nel 2016, partecipa nuovamente al Cavallino Comics, vincendo il premio della giuria la targa "Awards".
Nel 2015 viene invitato a partecipare alla seconda edizione di Casale Diabolika, realizzando un fumetto breve in chiave umoristica di Diabolik, con la sceneggiatura di Silvano Caroti.
Nello stesso anno realizza per la Lu.Pa. Film un'illustrazione in chiave umoristica del film Violent Shit - The Movie (per la regia di Luigi Pastore), il cui lavoro verrà poi inserito nel libretto allegato al DVD.
Tra 2017 e 2018 pubblica un fumetto in tre puntate allegato al National Geographic Kids, dal titolo Colony 36, con la sceneggiatura di Carlo Chericoni. Il fumetto racconta una futura missione su Marte, da parte di un'equipe formata da giovanissimi astronauti addestrati da Luca Parmitano.
Nel 2017 inizia a lavorare per la Menhir Edizioni, per la serie Il Morto, come inchiostratore.
Attualmente sta portando a compimento il suo progetto Quantum Space, un fumetto umoristico di fantascienza, con stile sperimentale ed innovativo, miscelando elementi umoristici con altri prettamente realistici. Il fumetto farà parte di una serie autoprodotta, le cui storie saranno scritte da Carlo Chericoni.
Partecipa assiduamente ad esposizioni e manifestazioni in ambito fumettistico, in particolare nel Nord e Centro Italia.
Vive e lavora a Pantigliate.